# Équipe de Turquie féminine de water-polo
L'équipe de Turquie féminine de water-polo est la sélection nationale représentant la Turquie dans les compétitions internationales féminines de water-polo. 
La sélection termine 12e du Championnat d'Europe féminin de water-polo 2016 ainsi que du Championnat d'Europe féminin de water-polo 2018 et 13e du Championnat d'Europe féminin de water-polo 2024.